# 34420 Пітерпау
34420 Пітерпау (34420 Peterpau) — астероїд головного поясу, відкритий 23 вересня 2000 року.
Тіссеранів параметр щодо Юпітера — 3,185.